# Playing with Fire (film 1913 Angeles)
Playing with Fire è un cortometraggio muto del 1913 diretto da Bert Angeles.

## Produzione
Il film fu prodotto dalla Vitagraph Company of America.

## Distribuzione
Distribuito dalla General Film Company, il film - un cortometraggio in una bobina - uscì nelle sale cinematografiche statunitensi il 18 aprile 1913.